# 🏵️
🏵️  is een teken uit de Unicode-karakterset dat een rozet voorstelt. Deze emoji is in 2014 geïntroduceerd met de Unicode 7.0-standaard.

## Betekenis
Deze emoji wordt gebruikt om een ornament weer te geven dat men in de architectuur of op medailles tegenkomt; het is niet een afbeelding van een specifieke bloem. Derhalve verschilt de afbeelding sterk per technologie-aanbieder.

## Codering

### Unicode
In Unicode vindt men de 🏵️ onder de code U+1F3F5  (hex).

### HTML
In HTML kan men in hex de volgende code gebruiken: &#x1F3F5;
In decimaalnotatie werkt de volgende code: &#127989;

### Unicode annotatie
De Unicode annotatie voor toepassingen in het Nederlands (bijvoorbeeld een Nederlandstalig smartphone toetsenbord) is rozet.